# San Giuseppe Vesuviano
San Giuseppe Vesuviano é uma comuna italiana da região da Campania, província de Nápoles, com cerca de 23.152 habitantes. Estende-se por uma área de 14 km², tendo uma densidade populacional de 1654 hab/km². Faz fronteira com Ottaviano, Palma Campania, Poggiomarino, San Gennaro Vesuviano, Terzigno.

## Demografia
| Variação demográfica do município entre 1861 e 2011                               |
|                                                                                   |
| Fonte: Istituto Nazionale di Statistica (ISTAT) - Elaboração gráfica da Wikipedia |